# مسجد صخرة القديم
مسجد صخرة الشرقي القديم هو مسجد أثري يقع في بلدة صخرة في محافظة عجلون شمال الأردن. يُعد أحد أقدم مساجد المحافظة، حيث يُعتقد أنه تأسس في العهد الأيوبي أو المملوكي. تم ترميمه في نهاية العهد العثماني، كما تم لاحقًا بناء توسعة حديثة أُلحقت به إلى الشرق والغرب منه.

## التصميم

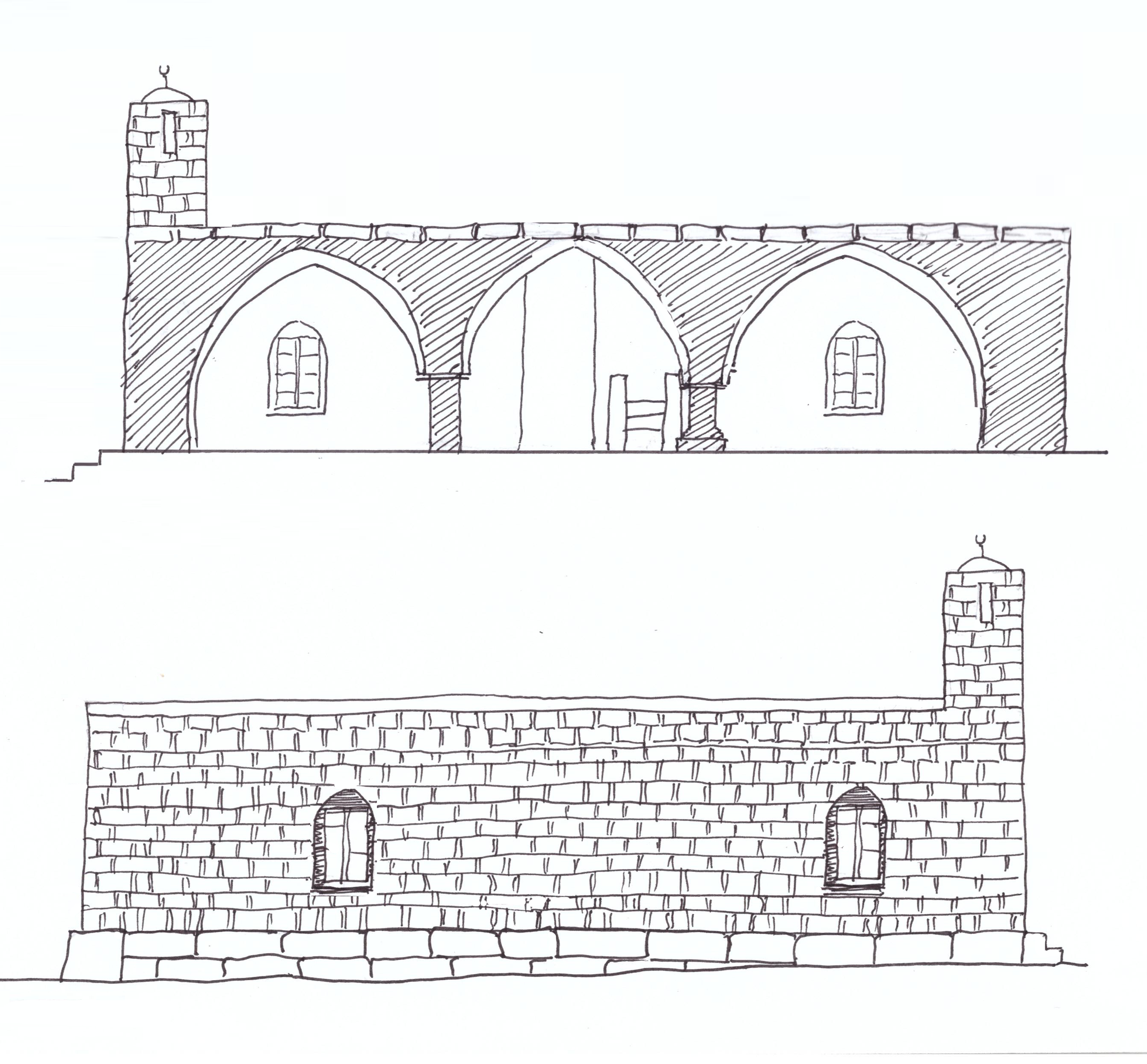
مقطع عرضي وواجهة المبنى الجنوبية.

تبلغ أبعاد المسجد القديم حوالي 17 مترًا بالطول وحوالي 11 مترًا بالعرض، أما المساحة الداخليّة للصلاة مع التوسعة الحديثة فيبلغ مقدارها 275 مترًا مربعًا. يتّخذ مُخطط المبنى شكلاً مستطيلاً، وهو مقسوم إلى صحنين إثنين موازيين لجدار القبلة الجنوبي عبر عمودين، أحدهما مونوليثي والآخر له قاعدة، كما أن حُنية المحراب غير بارزة عن جدار القبلة الجنوبي من الخارج، والذي يحتوي على نافذتين.
لقد تم بناء المسجد القديم من الحجر حيث تم استخدام المونة في الواجهات الخارجيّة، وهو قائم على حجارة رومانيّة كبيرة ومرصوصة بشكل جيد. تميل تضاريس الأرضيّة في الخارج من الشرق باتجاه الغرب، وهذا ما سبّب باختلاف منسوب المنطقة الداخليّة عن الدرج الخارجي المحاذي للواجهة الجنوبية للمسجد القديم. لقد تم استخدام ستة عقود مُصلَّبة في تسقيف المسجد القديم، وهو ما أدى لوجود قوسين مُدببين، حيث يعود استخدام أسلوب بنائها إلى العهد الأيوبي في مساجد أخرى قريبة. كما أنه لا توجد قبّة في السطح المُسطَّح. ولقد أُضيفت المئذنة الخرسانيّة المُربّعة له حديثًا مع إضافة المبنى الخرساني الحديث.

## وصلات خارجية
- صورة جوية لمسجد صخرة الشرقي، ويكيمابيا
- الوقف الإسلامي في محافظة عجلون، وزارة الثقافة الأردنية